# الینا گوسوا
الینا گوسوا (ترکی آذربایجانی: ?؛ زادهٔ ۲۰ ژانویهٔ ۱۹۶۴) بازیکن هندبال اهل جمهوری آذربایجان است.